# Karl E. Birnbaum
Karl Eduard Birnbaum (* 22. Juli 1924 in Breslau; † 3. Januar 2012 in Stockholm) war ein deutsch-schwedischer Historiker und Politikwissenschaftler.

## Leben und Wirken
Birnbaum, Sohn des Journalisten Immanuel Birnbaum, der mit seiner Familie nach dem Beginn des Zweiten Weltkriegs 1939 nach Schweden flüchtete, studierte ab 1945 Geschichte und Politikwissenschaft an der Universität Stockholm. Die Lizenziatsprüfung legte er dort 1951 ab, seine Promotion erfolgte 1958. Anschließend war er bis 1960 Professor für Zeitgeschichte an der Universität Stockholm. Danach begann seine langjährige Tätigkeit am „Utrikespolitiska Institutet“, das zwischenzeitlich (von 1960 bis 1970) als Direktor führte. Von 1979 bis 1982 leitete er das Österreichische Institut für Internationale Politik in Laxenburg, nach 1990 das European University Center for Peace Studies. Er war außerdem Mitarbeiter beim Stockholm International Peace Research Institute (SIPRI).
In seinen Veröffentlichungen beschäftigte sich Birnbaum vor allem mit dem Ost-West-Konflikt, der Entspannungspolitik und Friedensordnung in Europa und der Konferenz über Sicherheit und Zusammenarbeit in Europa.

## Veröffentlichungen (Auswahl)
Monographien
- The Casablanca conference of January 14–24, 1943. A preliminary examination of its origin, course and results. Wahlström & Widstrand, Stockholm 1952.

- Peace moves and u-boat warfare. A study of imperial Germany's policy towards the United States; April 18, 1916 – Jan. 9, 1917 (= Stockholm studies in history, Bd. 2). Almqvist & Wiksell, Stockholm 1958 (= Dissertation Universität Stockholm).
- Frieden in Europa. Voraussetzungen, Chancen, Versuche. Leske, Opladen 1970.
- Peace in Europe. East-West relations 1966–1968 and the prospects for a European settlement. Oxford University Press, Oxford 1970.
- East and West Germany – a modus vivendi. Saxon House, Westmead, Farnborough 1973, ISBN 0-347-01015-6.
- Die Konferenz über Sicherheit und Zusammenarbeit in Europa. Eine Zwischenbilanz der Genfer Kommissionsphase (= Arbeitspapiere zur internationalen Politik, Bd. 2). Forschungsinstitut der Deutschen Gesellschaft für Auswärtige Politik, Bonn 1974.
- (Hrsg., mit Nils Andrén): Beyond détente. Prospects for East-West co-operation and security in Europe (= East-West perspectives, Bd. 3). Sijthoff, Leyden 1976, ISBN 90-286-0226-7.
- The politics of East-West communication in Europe (= Swedish studies in international relations, Bd. 10). Saxon House, Farnborough 1979, ISBN 0-566-00254-X.
- (Hrsg.): Arms control in Europe. Problems and prospects (= The Laxenburg papers, Bd. 1). Austrian Institute for International Affairs, Laxenburg 1980.
- (Hrsg., mit Hanspeter Neuhold): Neutrality and non-alignment in Europe (= The Laxenburg papers, Bd. 4). Braumüller, Wien 1982, ISBN 3-7003-0315-7.
- (Hrsg.): Confidence building and East West relations (= The Laxenburg papers, Bd. 5). Braumüller, Wien 1982, ISBN 3-7003-0485-4.
- Die KVAE als Spiegel der Großmachtpolitik. Das erste Jahr der Stockholmer Konferenz. Bundesinstitut für ostwissenschaftliche und internationale Studien, Köln 1985.
- (Hrsg., mit Ingo Peters): Zwischen Abgrenzung und Verantwortungsgemeinschaft. Zur KSZE-Politik der beiden deutschen Staaten 1984–1989. Nomos, Baden-Baden 1991, ISBN 3-7890-2480-5.
- (Hrsg.): Towards a future European peace order? Macmillan, London 1991, ISBN 0-333-54624-5.
- Die innere Welt des jungen Dag Hammarskjöld. Einblicke in den Werdegang eines Menschen. Agenda-Verlag, Münster 2000, ISBN 3-89688-086-1.
- Weltpolitik als Lebensschicksal. Erlebnisse im zwanzigsten Jahrhundert. Agenda-Verlag, Münster 2005, ISBN 3-89688-240-6 (Autobiografie).

Aufsätze
- Eine Politik der Bündnisfreiheit. Gedanken zur schwedischen Außenpolitik. In: Europa-Archiv, Bd. 18 (1963), S. 225–233.
- Sweden's nuclear policy. In: International journal, Bd. 20 (1965), S. 297–311.

- Die Genfer Phase der Konferenz über Sicherheit und Zusammenarbeit in Europa. In: Europa-Archiv, Bd. 29 (1974), H. 10, S. 305–317.
- Human Rights and East-West relations. In: Foreign Affairs, Bd. 55 (1977), S. 783–799.
- Sicherheit und Zusammenarbeit in Europa. In: Die Internationale Politik 1973–1974 (1980), S. 159–176.
- Die Menschenrechte und die Ost-West-Beziehungen. In: Europa-Archiv, Bd. 36 (1981), S. 117–126.
- Friedenssicherung, atomare Bedrohung und öffentliche Meinung. In: Europa-Archiv, Bd. 39 (1984), S. 71–80.
- Die KVAE als Spiegel der Großmachtpolitik. In: Aus Politik und Zeitgeschichte, Bd. 35 (1985), H. 37, S. 25–38.
- Die KSZE nach der Stockholmer Konferenz als Rahmen für die Zusammenarbeit zwischen Ost und West in Europa. In: Europa-Archiv, Bd. 42 (1987), H. 6, S. 171–178.
- Long-Term Policy Perceptions as Threat Perceptions. Extent and Limits of Their Policy Salience. In: Klaus Gottstein (Hrsg.): Western perceptions of Soviet goals: is trust possible? Campus Verlag, Frankfurt/M. 1989, S. 40–52, ISBN 3-593-34186-7.
- The CSCE. A reassesment of its role in the 1980s. In: Review of international studies, Bd. 16 (1990), S. 305–319.